# Sea Raiders
Sea Raiders é um seriado estadunidense de 1941, gênero aventura, dirigido por Ford Beebe e John Rawlins, em 12 capítulos, estrelado por Billy Halop, Huntz Hall e Gabriel Dell. Foi produzido e distribuído pela Universal Pictures, e veiculou nos cinemas estadunidenses a partir de 14 de outubro de 1941.
Foi o 120º entre os 137 seriados da Universal Pictures, e o 52º sonoro. Foi um dos três seriados estrelados pelos grupos “The Dead End Kids” e  “Little Tough Guys”,  que na época estavam sob contrato da Universal Pictures.
O seriado de 1940, também da Universal Pictures, Junior G-Men, apresenta igualmente o mesmo grupo de jovens “The Dead End Kids”, assim como a seqüência de Junior G-Men, denominada Junior G-Men of the Air, de 1942.

## Histórico: “The Dead End Kids”
Em 1934, o dramaturgo Sidney Kingsley escrevera uma peça, Dead End, sobre um grupo de crianças crescendo nas ruas de Nova Iorque. Quatorze crianças foram contratadas para interpretar vários vários papéis na peça, entre eles Billy Halop, Huntz Hall, Bernard Punsly e Gabriel Dell, que atuam neste seriado. A peça iniciou em outubro de 1935, no Belasco Theatre, na Broadway, e teve 684 apresentações. Samuel Goldwyn e William Wyler viram a peça e decidiram transformá-lo em um filme. Eles pagaram $165.000 dólares pelos direitos do filme e começaram a fazer testes com atores em Los Angeles. Com dificuldades para encontrar atores que pudessem transmitir as emoções que viram na peça, Goldwyn e Wyler levaram seis dos atores originais (Billy Halop, Bobby Jordan, Huntz Hall, Bernard Punsly, Gabriel Dell e Leo Gorcey) a Hollywood para fazer o filme. As crianças foram contratadas por dois anos, permitindo possíveis futuros filmes e começaram a trabalhar no filme de 1937, da United Artists, Dead End.
Durante a produção, os meninos corriam selvagemente em torno do estúdio, destruíam a propriedade, incluindo um caminhão que eles colapsaram com um som de palco. Goldwyn resolveu não usá-los novamente e vendeu o seu contrato à Warner Brothers. A Warner Brothers tinha inicialmente tentado renomeá-los como “The Crime School Kids” por meio de anúncios para seus dois primeiros filmes produzidos então, começando com Crime School (1937), desassociando-os de seu filme anterior em outro estúdio, numa tentativa de promover o seu próprio. No entanto, isso foi tudo em vão, o novo nome nunca pegou, permanecendo o nome “The Dead End Kids”. Na Warner Brothers, o grupo “Dead End Kids” fez seis filmes com alguns dos melhores atores de Hollywood.
Pouco tempo depois de fazeram seu primeiro filme na Warner Brothers, em 1938, a Universal emprestou os Dead End Kids, exceto Bobby Jordan e Leo Gorcey, e fez doze filmes e três seriados de 12 capítulos sob os nomes de equipe de "The Dead End Kids" e "Little Tough Guys". A Universal também contratou David e Hally Chester para se juntar à equipe.
Devido ao grupo original “Dead End Kids” estar então trabalhando para vários estúdios, seus filmes para a Universal foram feitos aproximadamente ao mesmo tempo com a série da Warner Brothers, “Dead End Kids” e posteriormente, a série da Monogram Pictures, “The East Side Kids”. O último filme da Universal foi Keep Em Slugging, lançado em 1943.

## Sinopse
The Sea Raiders, um bando de agentes estrangeiros, liderado por Carl Tonjes e Elliott Carlton, explodem um cargueiro em que Billy Adams e Toby Nelson são clandestinos, procurando evitar Brack Warren, um patrulheiro do porto, a quem foi atribuída a guarda de um novo tipo de torpedeiro construído pelo irmão de Billy, Tom Adams. Billy e Toby, junto com sua gangue, aliados aos membros dos Little Tough Guys, encontram o esconderijo dos Sea Raiders, e investigam o arsenal subterrâneo dos sabotadores, mas se tornam vítimas da tempestade, sepultados em um túnel e ainda enfrentam uma pantera antes de capturar os Sea Raiders.

## Elenco
- Billy Halop … Billy Adams
- Huntz Hall … Toby Nelson
- Gabriel Dell … Bilge
- Bernard Punsly … Butch
- Hal E. Chester … Swab
- Joe Recht … Lug
- William Hall … Brack Warren
- John McGuire … Tom Adams
- Mary Field … Aggie Nelson
- Edward Keane … Elliott Carlton
- Marcia Ralston … Leah Carlton
- Reed Hadley … Carl Tonjes
- Stanley Blystone … Capitão Olaf Nelson
- Richard Alexander … Jenkins
- Ernie Adams … Zeke
- Jack Mulhall (não-creditado, caps 1-2)
- Jack Perrin (não-creditado, cap. 12)

## Dublês
- Bud Geary
- Eddie Parker dublando Eddie Dunn
- Tom Steele dublando Reed Hadley
- Dale Van Sickel
- Bud Wolfe dublando Richard Bond, Morgan Wallace & John McGuire
- Duke York dublando Huntz Hall

## Capítulos
1. The Raider Strikes
2. Flaming Torture
3. The Tragic Crash
4. The Raider Strikes Again
5. Flames of Fury
6. Blasted from the Air
7. Victims of the Storm
8. Dragged to Their Doom
9. Battling the Sea Beast
10. Periled by a Panther
11. Entombed in the Tunnel
12. Paying the Penalty

Fonte: